# Octeto Silesiano de Guitarra
El Octeto Silesiano de Guitarra (en polaco: Śląski Oktet Gitarowy, en inglés: Silesian Guitar Octet) es el único octeto de guitarra del mundo que funciona continuamente, practicando y dando conciertos desde 2001. El grupo está compuesto por profesores, graduados y estudiantes de la Escuela Superior de Música en Katowice, Polonia (Akademia Muzyczna im.Karola Szymanowskiego w Katowicach).

## Historia
El grupo fue creado en 2001 por iniciativa de Franciszek Wieczorek. La idea inicial fue la de unir en el mismo grupo a tantos guitarristas como fuera posible, pero al mismo tiempo no crear una orquesta de guitarras, es decir cada uno de los componentes del grupo debía interpretar partes de importancia equivalente. Desapareciendo así la división entre músicos solistas y acompañantes. Al final la agrupación de guitarristas quedó formada por ocho miembros- entre ellos algunos profesores, algunos graduados y algunos de los mejores estudiantes de la Escuela Superior de Música en Katowice.
Durante los años posteriores la cadena inglesa BBC World realizó un documental sobre el Festival Internacional de Guitarra de Żory, en el que apareció también el octeto, siendo emitido por televisión. Además el grupo logró interpretar un concierto en la prestigiosa sala de Conciertos Lutoslawski en Varsovia, el cual fue grabado y emitido para todo el país por Radio Polaca. Los músicos ganaron el premio de Artista del año en “Internacional Festival InterArtia 2008” en la categoría de las formaciones camerísticas. El primer álbum del conjunto, Oct.Opus, fue nominado al prestigioso premio polaco “Fryderyki 2009”. A principios de 2011 fue editado su segundo disco, The XXth Century, con la música del siglo XX.
Además de interpreter varios exitosos conciertos en Polonia, el octeto haacutuado en numerosos países del resto de Europa: en Eslovaquia, Hungría, República Checa, Grecia, Suecia, Dinamarca, Gran Bretaña y Italia.

## Miembros
- Dawid Bonk – graduado de la Escuela Superior de Música en Katowice, en la clase de guitarra de la profesora Alina Gruszka. Ha sido premiado en certámenes musicales en Polonia y en el extranjero (Koszalin, Gdańsk, Tychy – Polonia y Velbert – Alemania).

- Jan Kudełka – graduado de la Escuela Superior de Música en Katowice, en la clase de guitarra de la profesora Alina Gruszka. Ha sido galardonado con premios en los concursos de guitarra en Volos (Grecia), Uzhorod (Ucrania), Mrzeżyno, Gdańsk y Sanok (Polonia).

- Franciszek Wieczorek –profesor del Instituto de Música en Katowice, el fundador del grupo y su líder. Conocido también como editor y organizador de la vida artísticaen Silesia, director artístico del Festival Internacional de Guitarra de Żory.

- Katarina Wieczorek – profesora del Instituto de Música en Katowice. Junto con su marido dirige la agencia artística MODRAN. Es también directora artística del Festival Internacional de Guitarra de Żory.

- Szymon Pietrzak - estudiante del doctor Marek Nosal en la Escuela Superior de Música en Katowice. Ha sido premiado en los concursos de guitarra en Zabrze, Tychy, Żory, Trzęsacz (Polonia) y Stramberk (República Checa).

- Piotr Mesjasz – estudiante de la profesora Alina Gruszka en la Escuela Superior de Música en Katowice. Ha sido premiado en los certámenes de guitarra en Żory y Sanok (Polonia).

- Wojciech Rysiecki – estudiante de Franciszek Wieczorek en el Instituto de Música en Katowice. Ha sido galardonado con premios en los concursos musicales en Polonia (Trzęsacz, Żory, Krynica, Varsovia) y Eslovaquia (Dolny Kubin).

- Krzysztof Kołodziej – estudiante del doctor Michał Nagy en la Escuela Superior de Música en Cracovia, premiado en concursos de guitarra en Barletta (Italia), Stramberk (República Checa), Uzhorod (Ucrania),Kraosiczyn, Sanok, Zabrze, Mrzeżyno, Konin y Żory (Polonia).

## Repertorio
Gracias a la transcripción de las obras de música orquestral para el octeto silesiano por Franciszek Wieczorek, el grupo puede interpretar piezas de entre otros compositores de: Bach, Mozart, Chaikovski, Edvard Grieg, Maurice Ravel, Joaquín Turina, Aram Jachaturián, Leonard Bernstein, Leo Brouwer y Roland Dyens.

## Discografía
- 2008 Oct.Opus
- 2011 The XX Century